# Sadová
Pour l'athlète russe, voir Natalya Sadova.
Sadová (en allemand : Sadowa) est une commune du district et de la région de Hradec Králové, en République tchèque. Sa population s'élevait à 322 habitants en 2022.

## Géographie
Sadová est arrosée par la Bystřice, un affluent de la Cidlina, et se trouve à 14 km au nord-ouest de Hradec Králové et à 94 km à l'est-nord-est de Prague.
La commune est limitée par Sovětice au nord et à l'est, par Čistěves au sud-est, par Dohalice au sud, et par Mžany à l'ouest.

## Histoire
Sadová est mentionné pour la première fois en 1241. Durant la guerre de Succession de Bavière, les troupes des Habsbourg y firent face à celles de la Prusse durant plusieurs mois, sans qu'aucune n'engage le combat. Les environs furent tout de même ravagés par cette occupation.
|  |

Lors de la guerre austro-prussienne s'y tint le 3 juillet 1866 la décisive bataille de Sadowa qui concrétisa la victoire du royaume de Prusse sur l'empire d'Autriche.

## Transports
Par la route, Sadová se trouve à 10 km de Hořice, à 16 km de Hradec Králové et à 125 km de Prague. 